# Acompsia angulifera
Acompsia angulifera är en fjärilsart som beskrevs av Walsingham 1897. Acompsia angulifera ingår i släktet Acompsia och familjen stävmalar. Inga underarter finns listade i Catalogue of Life.